# 當麻寺
當麻寺（たいまでら、常用漢字体：当麻寺）は、奈良県葛城市當麻にある真言宗・浄土宗二宗の寺院。法号は禅林寺。山号は二上山。本尊は当麻曼荼羅。創建時の本尊は弥勒仏（金堂）である。宗派は真言宗と浄土宗の並立となっている。開基は聖徳太子の異母弟・麻呂古王（当麻皇子）とされるが、草創については不明な点が多い。
西方極楽浄土の様子を表した「当麻曼荼羅」の信仰と、曼荼羅にまつわる中将姫伝説で知られる古寺である。毎年4月14日（2019年より、明治期 - 2018年までは5月14日）に行われる練供養会式（ねりくようえしき）には多くの見物人が集まるが、この行事も当麻曼荼羅と中将姫にかかわるものである。奈良時代 - 平安時代初期建立の2基の三重塔（東塔・西塔）があり、近世以前建立の東西両塔が残る日本唯一の寺としても知られる。
本項では寺号と行政地名については現地における表記を尊重して「當麻」とし、人名、作品名等については「当麻」の表記を用いる。

## 歴史

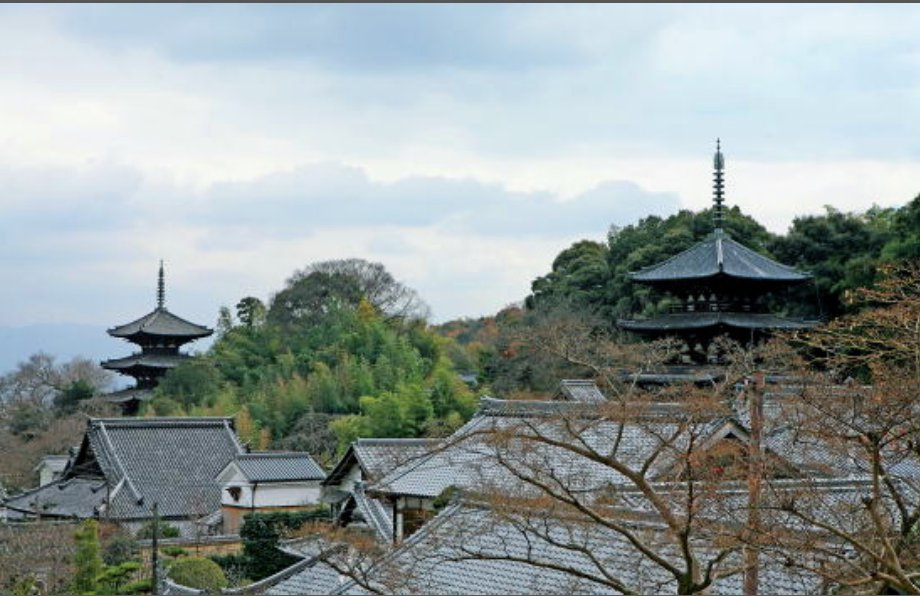
東塔（左）、西塔（右）

### 立地
中将姫の蓮糸曼荼羅（当麻曼荼羅）の伝説で知られる当寺は、二上山（にじょうざん、ふたかみやま）の麓に位置する。当寺がある奈良県葛城市當麻地区（旧・北葛城郡當麻町）は、奈良盆地の西端、大阪府に接する位置にあり古代においては交通上・軍事上の要地であった。二上山はその名のとおりラクダのこぶのような2つの頂上（雄岳、雌岳という）をもつ山で、奈良盆地東部の神体山・三輪山（桜井市）と相対する位置にある。二上山は大和国の西に位置し、夕陽が2つの峰の中間に沈むことから西方極楽浄土の入口、死者の魂がおもむく先であると考えられた特別な山であった。二上山はまた古墳の石室や寺院の基壇の材料になる凝灰岩（松香石）、研磨剤となる柘榴石の産地でもあった。
古代の大和国の東西の幹線路であった横大路は、現在の葛城市長尾付近が西端となり、そこから河内国へ向かう道は二上山の南を通る竹内（たけのうち）峠越え（竹内街道）と岩屋峠越え、二上山の北を通る穴虫峠越え（大坂道）に分かれる。この分岐点付近を古代には当麻衢（たいまのちまた）と呼び、弘文天皇元年（672年）の壬申の乱の際には戦場となった。これらの峠越えは河内国と大和国を結ぶ主要な交通路で、古代には中国大陸や朝鮮半島から渡来の文物が難波（大阪）の港から都へと運ばれるルートでもあった。平安時代の浄土教僧で『往生要集』の著者である恵心僧都源信はこの地方の出身である。また、当麻の地は折口信夫（釈迢空）の幻想的な小説『死者の書』の舞台としても知られる。
当麻は、山道が「たぎたぎしい（険しい）」ことから付けられた名であるとの通説があるが、神功皇后の母方の先祖（アメノヒボコの子孫）、尾張氏、海部氏の系図を見ても頻繁に但馬国と当麻あるいは葛城との深い関係が類推される。
当寺はこの地に勢力をもっていた豪族葛城氏の一族である「当麻氏」の氏寺として建てられたものと推定されている。金堂に安置される弥勒仏像と四天王像、境内にある梵鐘と石灯籠、出土した塼仏、古瓦などは、いずれも天武朝頃（7世紀後半）の様式を示し、寺の草創はこの頃と推定されるが、創建の正確な時期や事情については正史に記録が見えず、今ひとつ明らかでない。

### 創建縁起
当麻曼荼羅への信仰が広がり始めた鎌倉時代になって、ようやく各種書物や記録に当寺の草創縁起が見られるようになる。その早い例は12世紀末、鎌倉時代初期に成立した『建久御巡礼記』という書物である。これは、建久2年（1191年）に興福寺の僧・実叡がさる高貴の女性（鳥羽天皇の皇女八条院と推定される）を案内して大和国の著名寺社を巡礼した際の記録である。同書に載せる縁起によれば、当寺は法号を「禅林寺」と称し、聖徳太子の異母弟である麻呂古王（当麻皇子）が弥勒仏を本尊として草創したものであり、その孫の当麻真人国見（たいまのまひとくにみ）が天武天皇9年（680年）に「遷造」（遷し造る）したものであるという。そして、当麻の地は役行者ゆかりの地であり、役行者の所持していた孔雀明王像を本尊弥勒仏の胎内に納めたという。
建長5年（1253年）の『大和国當麻寺縁起』によれば、推古天皇20年（612年）に兄である聖徳太子の教えを受けた麻呂子王によって救世観音を本尊とする万宝蔵院（万法蔵院）が河内国に創建されたとし、これが当寺の始まりであるという。
しかし、しばらくすると麻呂子王は万宝蔵院を二上山の東麓である大和国に移すようにという夢を見たという。だが、壬申の乱の混乱で寺の遷造は遅れ、麻呂子王の存命中には実現しなかった。
その後、天武天皇2年（673年）に役行者から寺地（現・當麻寺がある当地）の寄進を受け、王の孫に当たる当麻国見によって天武天皇10年（681年）に金堂に本尊として弥勒仏が祀られて現在の當麻寺が始まったという。もしくは、天武天皇14年（685年）に至ってようやく造営にとりかかり、同16年（687年）に寺名を當麻寺として供養されたとする。
『上宮太子拾遺記』（嘉禎3年・1237年）所引の『当麻寺縁起』は、創建の年は同じく推古天皇20年とし、当初は今の當麻寺の南方の味曽地という場所にあり、朱鳥6年（692年か）に現在地に移築されたとする。なお、前身寺院の所在地については味曽地とする説のほか、河内国山田郷とする史料もある（弘長2年・1262年の『和州當麻寺極楽曼荼羅縁起』など）。河内国山田郷の所在地については、交野郡山田（現・大阪府枚方市）とする説と、大阪府南河内郡太子町山田とする説がある。
以上のように史料によって記述の細部には異同があるが、「聖徳太子の異母弟の麻呂子王によって建立された前身寺院があり、それが天武朝に至って現在地に移転された」という点はおおむね一致している。福山敏男は、縁起諸本を検討したうえで、麻呂子王による前身寺院の建立については、寺史を古く見せるための潤色であるとして、これを否定している。前述のように、寺に残る仏像、梵鐘等の文化財や、出土品などの様式年代はおおむね7世紀末まではさかのぼるもので、當麻寺は壬申の乱に功績のあった当麻国見によって7世紀末頃に建立された氏寺であるとみられる。

### 奈良時代以降
奈良時代から平安時代にかけての寺史は、史料が乏しく詳しいことは分かっていない。現存する本堂（曼荼羅堂）は棟木墨書から永暦2年（1161年）の建立と判明するが、解体修理時の調査の結果、この堂は奈良時代に建てられた前身建物の部材を再用していることが分かっている。伝説で中将姫が蓮の糸を用いて一夜で織り上げたというのが当麻曼荼羅であるが、当初は千手堂に祀られていたようである。それが次第に多くの人々に知られるようになっていき、その信仰が広まっていくと、ついに千手堂は解体されて現在の曼荼羅堂が建てられたようである。
当寺は大和国と河内国を結ぶ竹内街道を正面とする南面した寺として建てられていたにもかかわらず、都が飛鳥から藤原京を経て奈良に移ったこともあって、新たな本堂として曼荼羅堂は東向きで建てられることとなった。これ以来、当寺は東を正面とする寺となっている。なお、当寺に伝わる当麻曼荼羅は、前出の『建久御巡礼記』によれば天平宝字7年（763年）に作られたとされている。
当寺は、当初は三論宗の寺院であったが、『弘法大師年譜』に弘仁14年（823年）に空海が當麻寺を訪れて曼荼羅を拝し、それ以降当寺は真言宗寺院となったという伝えがある。もしくは、塔頭・中院（現・中之坊）院主の実弁和尚が空海より教えを授かって当寺は真言宗の寺となったという。
當麻出身の恵心僧都源信が寛弘2年（1005年）に当寺で迎講を行ったが、これがやがて現在の聖衆来迎練供養会式となっていった。平安時代には最盛期を迎え四十余房もの僧坊を持つ寺院となっていた。この当時、いわゆる末法思想の普及に伴って、来世に阿弥陀如来の西方極楽浄土に生まれ変わろうとする信仰が広がり、阿弥陀堂が盛んに建立された。この頃から当寺は阿弥陀如来の浄土を描いた「当麻曼荼羅」を安置する寺として信仰を集めるようになる。
治承4年12月28日（1181年1月15日）に平重衡の南都焼討により東大寺、興福寺などは伽藍の大部分を焼失し、興福寺と関係の深かった当寺も焼き討ちの被害に遭った。東西両塔は残ったが講堂は全焼、金堂も大破するという損害が出ている。
しかし、金堂は寿永3年（1184年）に大修理され、仁治2年（1242年）から翌仁治3年（1243年）には源頼朝らの寄進によって當麻曼荼羅の厨子が修理され須弥壇が造られるなどし、寺の復興が進められた。なお、浄土宗西山派の祖・証空は貞応2年（1223年）に『当麻曼荼羅註』を著し、当麻曼荼羅の写しを十数本制作し諸国に安置し、当麻曼荼羅の普及に貢献している。
乾元2年（1303年）に講堂が再建され、正中3年（1326年）には金堂の大規模な修理が行われている。
南北朝時代の応安3年（1370年）に京都知恩院12世の誓阿普観が当寺の境内に往生院（現・奥院）を創建し、それ以後は真言宗と浄土宗の二宗兼学の寺院となった。
江戸時代の宝暦年間（1751年 - 1764年）に真言宗僧のみで行われていた曼荼羅堂の法会参集に浄土宗僧の参加が認められるようになった。ただし、金堂、講堂などで行われる伝統法会は今も真言宗の塔頭だけで行われている。この頃には31の子院があったが、現在は13の子院が残っており、真言宗5か院（中之坊・西南院・竹之坊・松室院・不動院）と、浄土宗8か院のうち2か院（護念院・奥院）が現在、当寺の護持・運営に携わっている。

## 当麻曼荼羅と中将姫説話

### 中将姫説話
当麻氏の氏寺として始まった當麻寺は、中世以降は中将姫伝説と当麻曼荼羅の寺として知られるようになる。「当麻曼荼羅」は、学術的には「阿弥陀浄土変相図」または「観経変相図」と称するもので（「変相」とは浄土のありさまを絵画や彫刻として視覚化したもの）、阿弥陀如来の住する西方極楽浄土のありさまを描いたものであり、唐の高僧・善導による『観無量寿経』の解釈書『観経四帖疏』（『観無量寿経疏』）に基づいて作画されたものとされている。なお、当麻曼荼羅の内容については別項「当麻曼荼羅」を参照。
当麻曼荼羅の原本については、中将姫が蓮の糸を用いて一夜で織り上げたという伝説がある。中将姫については、藤原豊成の娘とされているが、モデルとなった女性の存在は複数想定されている。
當麻寺本堂（曼荼羅堂）に現存する、曼荼羅を掛けるための厨子は奈良時代末期から平安時代初期の制作で、当麻曼荼羅の原本は遅くともこの時代には當麻寺に安置されていたとみられる。しかしながら、曼荼羅の伝来や由緒にかかわる資料は平安時代の記録には見当たらず、曼荼羅の「縁起」が形づくられていくのは鎌倉時代に入ってからである。先述の『建久御巡礼記』によれば、当麻曼荼羅はヨコハギ（横佩）大納言という人物の娘の願により化人（けにん、観音菩薩の化身か）が一夜で織り上げたものであり、それは天平宝字7年（763年）のことであったという。12世紀末のこの時点では「中将姫」という名はまだ登場していない。13世紀半ばの『古今著聞集』（ここんちょもんじゅう）ではヨコハギ大納言の名は藤原豊成とされており、以降、父の名は右大臣藤原豊成、娘の名は中将姫として定着していく。中将姫の伝承は中世から近世にかけてさまざまに脚色されて、能、浄瑠璃、歌舞伎などにも取り上げられるようになり、しだいに「継子いじめ」の話に変質していく。話の筋は要約すると次のようなものである。
今は昔、藤原鎌足の曽孫である藤原豊成には美しい姫があった。後に中将姫と呼ばれるようになるこの美しく聡明な姫は、幼い時に実の母を亡くし、意地悪な継母に育てられた。中将姫はこの継母から執拗ないじめを受け、ついには無実の罪で殺されかける。ところが、姫の殺害を命じられていた藤原豊成家の従者は、極楽往生を願い一心に読経する姫の姿を見てどうしても刀を振り下ろすことができず、姫を「ひばり山」というところに置き去りにしてきた。その後、改心した父・豊成と再会した中将姫はいったんは都に戻るものの、やがて當麻寺で出家し、ひたすら極楽往生を願うのであった。姫が五色の蓮糸を用い、一夜にして織り上げたのが名高い「当麻曼荼羅」である。姫が蓮の茎から取った糸を井戸に浸すとたちまち五色に染め上がった。當麻寺の近くの石光寺に残る「染の井」がその井戸である。姫が29歳の時、生身の阿弥陀仏と二十五菩薩が現れ、姫は西方極楽浄土へと旅立ったのであった。
この話はよほど人気があったようで、世阿弥や近松門左衛門らによって脚色され、謡曲、浄瑠璃、歌舞伎の題材ともなった。

### 根本曼荼羅

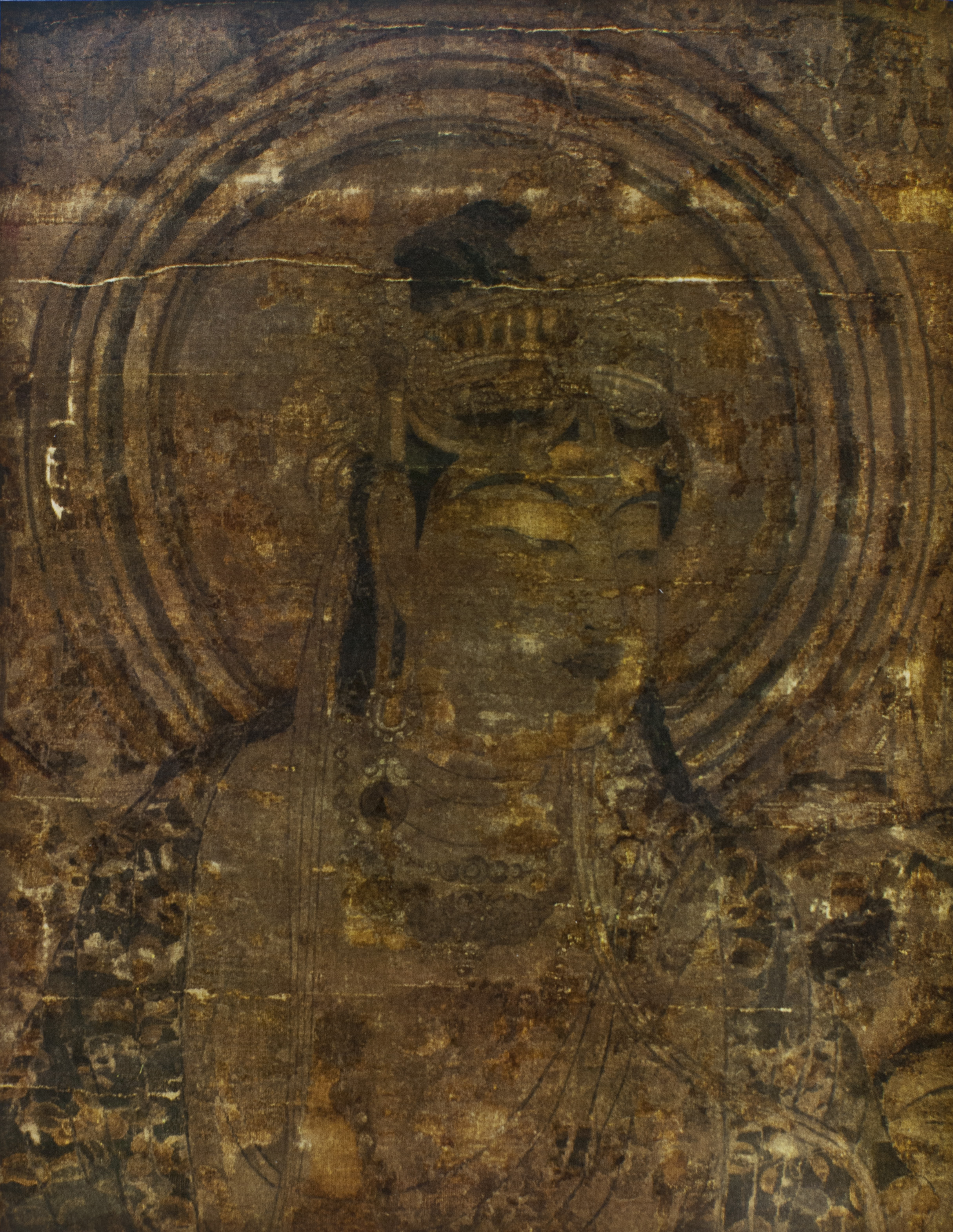
当麻曼荼羅（根本曼荼羅、国宝）部分

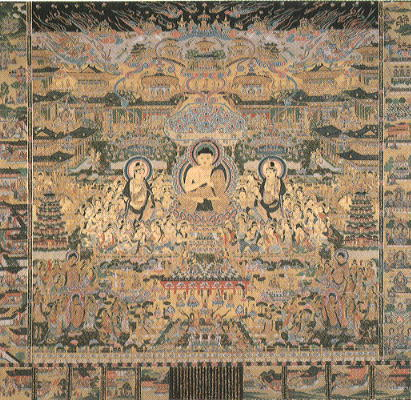
当麻曼荼羅（平成本・中之坊蔵）

当麻曼荼羅の原本（「根本曼荼羅」）は、損傷甚大ながら現在も當麻寺に所蔵されており、1961年（昭和36年）に「綴織当麻曼荼羅図」の名称で工芸品部門の国宝に指定されている。現状は掛幅装で、画面寸法は394.8x396.8センチメートルである。図様は前述のとおり、『観無量寿経』の所説を図示したもので、善導の『観経四帖疏』に基づいて構成されている。『観経四帖疏』は「玄義分」「序分義」「定善義」「散善義」の4帖からなるが、当麻曼荼羅では画面の主要部が「玄義分」、左辺、右辺、下辺の小画面がそれぞれ「序分義」「定善義」「散善義」にあたる。「玄義分」にあたる主画面には、転法輪印を結ぶ阿弥陀如来を中心とする阿弥陀三尊と左右各17体の菩薩からなる三十七尊を表し、その上下に宝池や楼閣などを表す。左辺の「序分義」は『観無量寿経』の序にあたる部分で、浄土往生の機縁となるマガダ国の王妃韋提希（いだいけ）夫人の説話（「王舎城の悲劇」）を主題とする。右辺の「定善義」は、『観無量寿経』に説く十六観のうちの13の観法（阿弥陀浄土をイメージし認識する方法）を主題とする。下辺の「散善義」は九品往生図で、十六観のうちの残りの3つにあたるものである。根本曼荼羅は画面下方の損傷が激しく、九品往生図の部分のオリジナルの綴織は失われているが、後世の模本や『建久御巡礼記』の記述によると、この部分には「織付縁起」と呼ばれる、曼荼羅の由来を記した銘文があり、その中に「天平宝字七年」（763年）の年号があったという。
根本曼荼羅は損傷が激しいため、かつては絵画か染織品かはっきりせず、絵画説、織物説、刺繍説などが存在したが、1939年（昭和14年）からの大賀一郎らによる学術的調査により、織物であることが判明した。ただし、伝説に言うような蓮糸の織物ではなく、絹糸に平金糸、撚金糸を交えた綴織である。縦横とも4メートル近い大作である本曼荼羅を織り上げるには十数年を要するという。製作地については日本説と唐説があり、前述の「天平宝字七年」という年記を製作の年とみるか、當麻寺に施入された時期とみるかによって変わってくるが、唐製とする見方が有力である。染織史研究者の太田英蔵は、日本には綴織の作例が少なく、特に本作のような絵画的な図柄を表した大作は他に例がないことなど、技法・図様の両面から本作は唐製であるとしている。
宮内庁正倉院事務所の尾形充彦は、2013年（平成25年）の特別展「當麻寺」（奈良国立博物館）に際し、小型顕微鏡を用いて、あらためて本品を精査した。その結果、本品は絹布に彩色したものではなく、先染めした絹糸を用いたものであり、総合的に見て錦や刺繍ではなく、綴織と見られるとあらためて結論した。尾形はまた、本品のような複雑な図様で広幅の綴織を製作する技術が上代の日本にあったとは考えがたく、本品は大陸製であろうとしている。
曼荼羅は元は本堂の厨子内に掛けてあったが、傷みの激しくなった中世に板貼りに改装され、江戸時代には板から剥がされて再度掛軸に改装されている。京都・大雲院の僧・性愚（しょうぐ）という人物が、江戸時代の延宝5年（1677年）に行われた曼荼羅修理の状況を記録に残している。それによると、曼荼羅を板から剥がすために表面に楮紙を貼り、水を注いだところ、大きな音とともに剥がれ落ちた。剥離した織物の残片を板と紙の双方から集めて、別に用意していた絹地の上に貼り付け、織物が劣化損耗している部分は絵で補った。織物が貼ってあった板にも図様が残り、剥離に用いた楮紙にも図様が転写された。このようにして、オリジナルの綴織曼荼羅は、残片を貼り集めた掛幅本と、板、紙の3者に分離した。残片を貼り集めた掛幅本が現存の国宝曼荼羅で、全体に劣化、損傷、退色が著しく、オリジナルの綴織の残存している部分は図柄全体の4割程度である。特に図の下部は全く失われて絵画で補われているが、阿弥陀三尊の右脇侍（向かって左）の部分などにはオリジナルの織物が比較的良好に残っている。板貼りの曼荼羅を剥がした後、板の表面に剥がれた曼荼羅の跡が残ったものは「裏板曼荼羅」と称し、曼荼羅厨子の背面に安置された。一方、剥離の際、紙に転写されたもの（印紙曼荼羅）は一部が表装されて残り、西光寺（京都市東山区清水坂）に所蔵されている。
根本曼荼羅は、製作から4世紀以上経った鎌倉時代にはすでにかなり傷んでいたようで、建保5年（1217年）には第1回の転写本である「建保曼荼羅」が制作された。この第1回転写本は京都の蓮華王院（三十三間堂）に収められ、後に當麻寺に戻ったというが、現存していない。2回目の転写本は法橋慶舜の筆で、文亀2年（1502年）に図柄が完成し、永正2年（1505年）に供養された「文亀曼荼羅」（重要文化財）、3回目の転写本は、貞享2年（1685年）の裏書がある「貞享曼荼羅」で、これらはいずれも織物ではなく絵画である。現在、當麻寺本堂（曼荼羅堂）の厨子に掛けられているのは文亀曼荼羅または貞享曼荼羅である。
根本曼荼羅は損傷が激しく、基本的には非公開である。ただし、ごく稀に博物館の特別展で公開されることがある。2013年（平成25年）4月から奈良国立博物館で行われた「當麻寺 －極楽浄土へのあこがれ－」展では30年ぶりに根本曼荼羅が公開され話題となった。2018年（平成30年）7月からも前回公開からわずか5年ぶりに修復作業が終わった根本曼荼羅が、奈良国立博物館で行われる予定の「糸のみほとけ」展で公開された。

## 境内

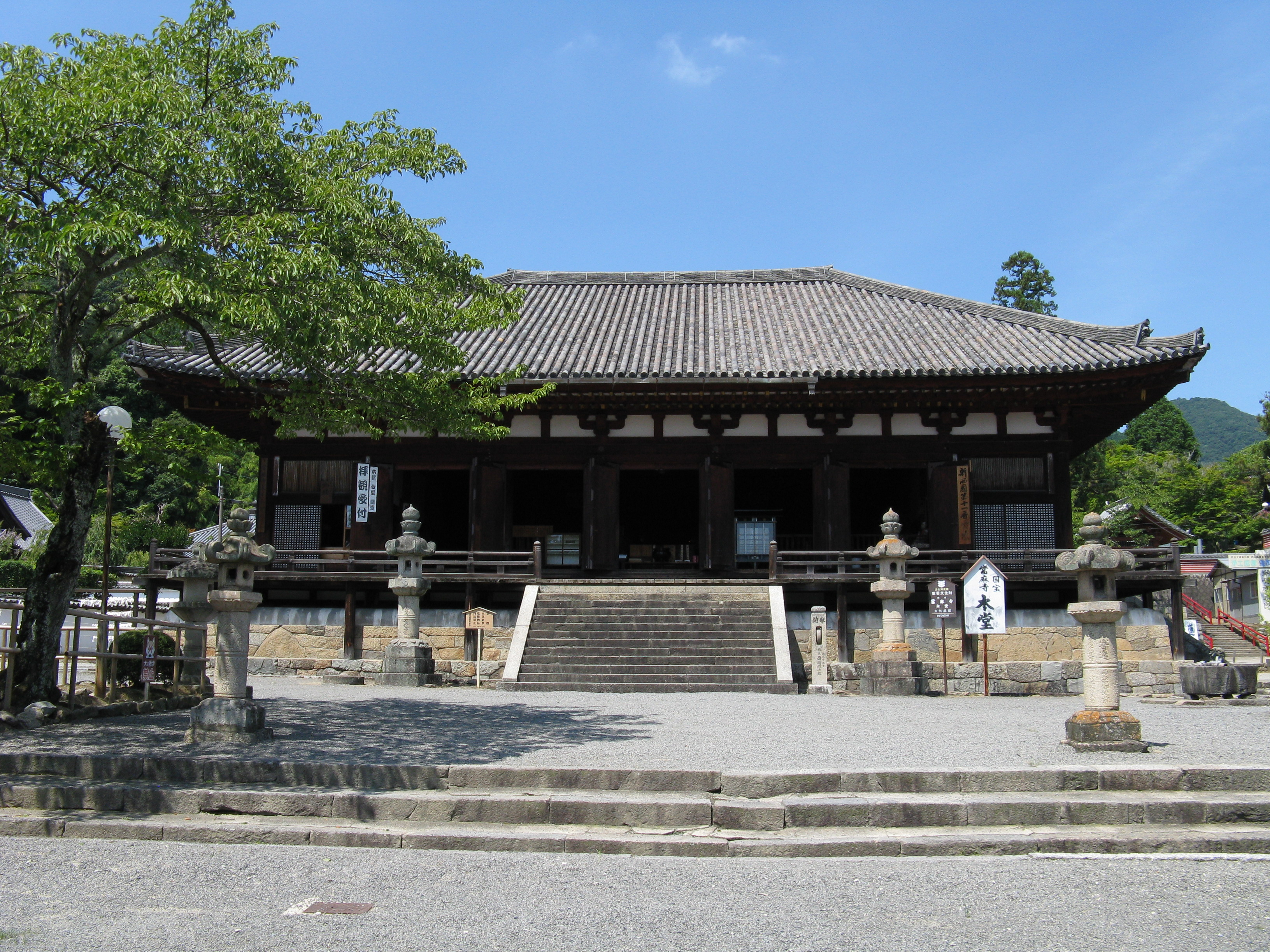
本堂（国宝）

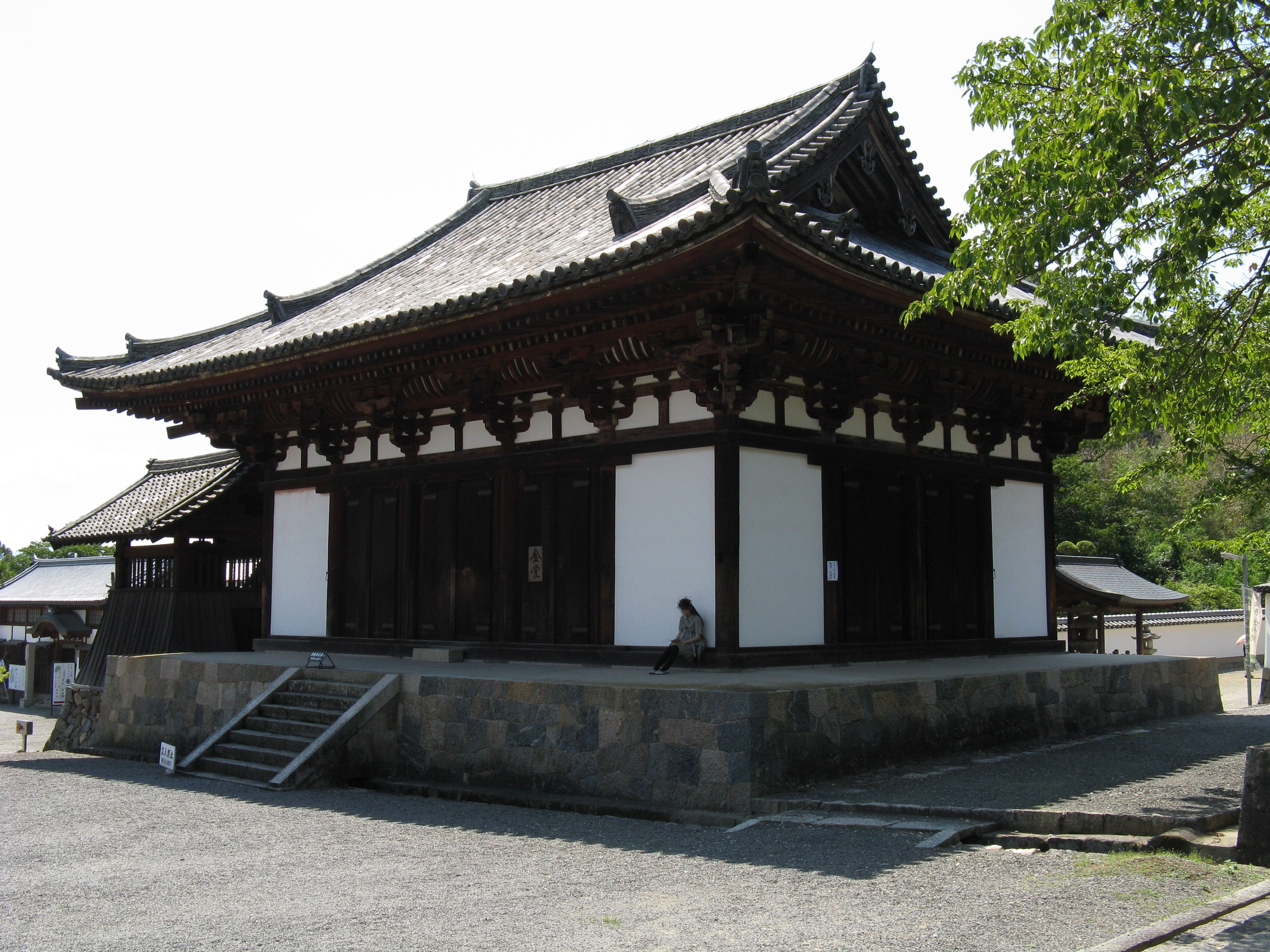
金堂（重要文化財）

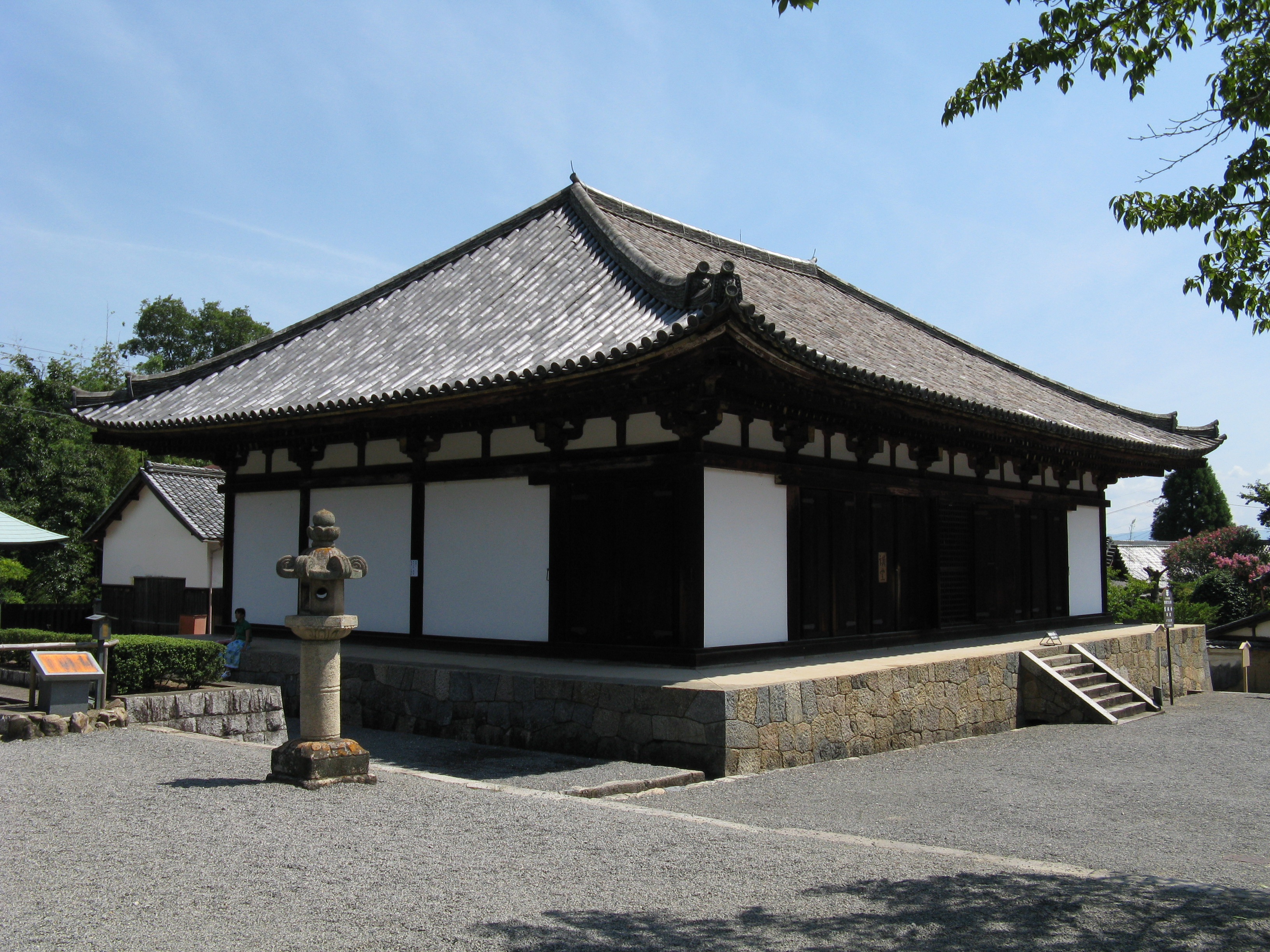
講堂（重要文化財）

現在の當麻寺には、南を正面とする金堂と講堂が南北に並んで建ち、これらの西側には東を正面とする本堂（曼荼羅堂）が建つ。日本の古代寺院は南を正面とするのが通例だが、當麻寺の境内は南と西に山が迫っていて、南側に正門があった形跡はなく、境内東端の東大門が正門となっている。中心伽藍の南方には東西2つの三重塔が建つが、これら両塔の建つ位置は台地の先端にあたり、金堂、講堂などの建つ地盤よりは6 - 7メートル高い場所である。また、東塔と西塔は金堂・講堂を結ぶ伽藍の南北中心軸からみて、正確に左右対称の位置には建っていない。このような平地と台地の境を選んで伽藍を建立した理由はわかっていないが、本堂の地下からは墳墓が検出されており、当麻氏の祖先が眠る由諸ある土地に氏寺を建立したものと推定されている。
當麻寺自体の本坊はなく、境内には高野山真言宗5院、浄土宗8院の子院がある。當麻寺本堂（曼荼羅堂）は真言宗と浄土宗の兼帯で、金堂、講堂、塔などは真言宗が管理している。
- 本堂（曼荼羅堂、国宝）

金堂・講堂の西側に、東を正面として建つ。寄棟造、本瓦葺。桁行7間、梁間6間。梁行6間のうち、奥の3間を内陣、手前の3間を礼堂とし、内陣は須弥壇上に高さ約5メートルの厨子（国宝）を置き、本尊の当麻曼荼羅（文亀本、重要文化財）を安置する。左右（南北）端の桁行1間分は局（小部屋）に分け、北側西端の間には織殿観音と通称される十一面観音立像を安置する。背面北側の桁行3間分には閼伽棚が付属する。
1957年（昭和32年）から1960年（昭和35年）にかけて実施された解体修理時、棟木に永暦2年（1161年）の墨書が発見され、平安時代末期の建築であることがわかった。この修理時の岡田英男の調査の結果、この堂は平安時代初期（9世紀頃）に建てられた前身堂を改築したものであり、その前身堂には、さらにさかのぼる奈良時代の建物の部材が転用されていることが明らかとなった。調査の結果判明したところによると、奈良時代の第一次前身堂は桁行7間、梁間4間、切妻造で掘立柱の建物であり、同形の建物少なくとも2棟分の部材が現本堂に転用されている。この建物には天平尺が用いられているところから、奈良時代の建物であることが明らかである。その後、平安時代初期頃に桁行7間、梁間4間、寄棟造の堂（第二次前身堂）に改造された。この時点では屋根は瓦葺きではなく檜皮葺きか板葺きであった。現存する本堂内の厨子の製作もこの頃とみられることから、第二次前身堂への改造は、当麻曼荼羅を安置するためのものであったと推定される。その後、この堂の前面に孫庇が付加され、永暦2年に現在のような桁行7間、梁間6間の仏堂となったものである。内陣部分はほぼ第二次前身堂を踏襲しており、内陣の天井を支える二重虹梁蟇股（にじゅうこうりょうかえるまた）の架構も第二次前身堂のものである。瓦銘から文永5年（1268年）に屋根が修理されていることがわかり、同じ頃、堂裏に閼伽棚を付設し、外陣に格天井を張り（元は化粧屋根裏）、南北の庇を小部屋に分けるなどの改造が行われている。前述の解体修理時、屋根裏からは多数の仏像用の板光背が発見された。これらの板光背はおおむね9 - 11世紀の製作と推定されるが、これらが所属していた仏像本体はみあたらず、なぜ光背のみが大量に残され、屋根裏に格納されていたのかは謎である。
- 中将姫像
- 池
- 金堂（重要文化財）

寿永3年（1184年）に大修理。入母屋造、本瓦葺。桁行5間、梁間4間。組物は二手先、中備（なかぞなえ）を間斗束（けんとづか）とする。屋根は元は厚板を葺いた木瓦葺きであった。内部は土間で、中心の桁行3間、梁間2間を内陣とする。内陣いっぱいに漆喰塗り、亀腹形の仏壇を築き、本尊の塑造弥勒仏坐像、乾漆四天王立像などを安置する。藤原京や平城京の大寺の金堂に比較すれば小規模だが、氏寺の金堂としてはふさわしい規模とされ、創建以来の規模を保っているものと思われる。堂は乱石積の高い基壇上に建つが、堂の規模に比して基壇が高いのは、長年の間に地盤が削られたために、かさ上げをしたためである。内陣正面向かって左の柱に文永5年（1268年）の田地寄進銘が墨書されており（墨書の跡に字形が浮き出ている）、これより以前、鎌倉時代前期の寿永3年（1184年）に大修理されたものと推定される。床下に焼土層は認められないが、本尊台座には火中した形跡があり、北隣の講堂が治承4年（1181年）の南都焼討の兵火で焼失した際に一部が類焼したものと推定される。中世以降、當麻寺の信仰の中心は当麻曼荼羅を安置する本堂（曼荼羅堂）に移っているが、本来の中心堂宇はこの金堂であった。正中3年（1326年）には大規模な修理が行われている。
- 石燈籠（重要文化財） - 金堂の正面に立つ。白鳳時代に作られた日本最古の石灯籠。
- 講堂（重要文化財）

金堂の背後（北）に建つ。寄棟造、本瓦葺。桁行7間、梁間4間。組物は平三斗、中備（なかぞなえ）を間斗束（けんとづか）とする。野垂木の墨書により鎌倉時代末期の乾元2年（1303年）の再建であることが知られる。屋根は金堂と同様、元は厚板を葺いた木瓦葺きであった。堂内は梁行4間のうち中央の2間分に板床を張り、本尊阿弥陀如来坐像、もう1体の阿弥陀如来坐像、妙幢菩薩立像、地蔵菩薩立像（以上重要文化財）のほか、多くの仏像を安置する。床下に焼土層が認められ、治承4年（1181年）平家の兵火により焼失したことが裏付けられる。
- 東塔（国宝）

三重塔で、総高（相輪含む）は24.4メートル。細部の様式等から、奈良時代末期の建築と推定される。初重が通常どおり3間（柱が一辺に4本立ち、柱間が3つあるという意味）であるのに対し、二重・三重を2間とする。日本の社寺建築では、柱間を偶数として、中央に柱が来るのは異例である。三重を2間とするのは法起寺三重塔に例があるが、日本の古塔で二重目の柱間を3間でなく2間とするのは當麻寺東塔のみである。屋根上の相輪には、一般の塔では「九輪」という9つの輪状の部材があるが、本塔では八輪になっている。さらに、相輪上部の水煙（すいえん）が、他に例をみない魚骨状のデザインになるなど、異例の点が多い塔である。なお、水煙は創建当初のものかどうか定かでない。初重内部には床を張るが、当初のものではない。
- 西塔（国宝）

三重塔で、総高（相輪含む）は東塔よりやや高い25.2メートル。様式からみて、東塔よりやや遅れ、平安時代初期の建築と推定される。西塔は、高さ以外にも東塔とは異なる点が多い。柱間は初重から三重まで3間とする。屋根上の相輪が八輪になっている点は東塔同様だが、水煙のデザインは未敷蓮華（みふれんげ）をあしらったもので、東塔のそれとは異なっている。初重内部は心柱の周囲に板を張り、そこに三千仏図と浄土曼荼羅図が描かれていた痕跡がある。1911年（明治44年）から1914年（大正3年）にかけて西塔の修理が行われた際、心柱頂部に舎利容器が奉籠されているのが発見された。同時に発見された文書から、この舎利容器は建保7年（1219年）に行われた修理時に納められたものであることがわかるが、心柱の地下ではなく頂部に舎利を納めるのは中世以前では類例が少ない。また、東塔はヒノキ材であるが、西塔はケヤキ材（一説にカリン材）が使われている。これも平安時代までの建築として広葉樹材が使われることは異例である。
前述の、心柱の最上部で発見された舎利容器は、再び元の位置に納置され、長らく人目に触れることはなかったが、2017年度、西塔の屋根瓦葺工事に際して、同じ場所に舎利容器が納められていることが再確認された（2018年11月、奈良県教育委員会および奈良国立博物館により発表）。この舎利容器は、金製、銀製、金銅製（銅に金メッキ）の3つの容器が入れ子になったもので、様式から飛鳥時代後期（白鳳期、7世紀後半）の製作とみられる。このように、金・銀・銅の3つの容器から成る舎利容器は、崇福寺跡（滋賀県大津市）出土品など飛鳥時代後期の例はあるが、奈良時代以降には遺品がみられないものである。現存する西塔は建築様式から平安時代前期（9世紀）の建立とみられるが、心柱とそれを支える心礎の形状とが一致しないことから、9世紀の創建ではなく、一度再建されたものではないかということが早くから指摘されていた（建築史家・足立康の1933年〈昭和8年〉の論文）。西塔の建立年代（平安時代前期）と舎利容器の製作年代（飛鳥時代後期）が一致しないことから、足立説のとおり、西塔は飛鳥時代に創建され、平安時代前期に再建された可能性が高まっている。
- 弘法大師堂（奈良県指定有形文化財） - 正保3年（1646年）建立。
- 糸繰堂
- 不動堂
- 黒門（北門）
- 影向石
- 娑婆堂
- 鐘楼 - 梵鐘（国宝）は白鳳時代の680年代に作られたもので日本最古である。しかし、ひび割れが入っている[29]。
- 薬師門
- 薬師堂（重要文化財）
- 仁王門（奈良県指定有形文化財） - 東大門。

### 子院
- 中之坊 - 高野山真言宗の子院で当寺最古の子院。熊野権現が現れたというこの地に役行者によって開かれたという。かつての名称は中院。中将姫剃髪の地と伝承され、中将姫の仏法の師である実雅の開山ともいう。春のぼたんは特に有名である[30]。また、陀羅尼助発祥地の一つとされる。大和十三仏霊場第6番、大和七福八宝めぐり札所。
  - 庫裏
  - 書院（重要文化財） - 江戸時代初期建立の書院造。南西の「御幸の間」（後西天皇が行幸したと伝える）が主室で、他に北西に「鷺の間」、北東に「鶴の間」、南東に2室の「侍者の間」がある。「侍者の間」の南は西が4畳半、東が6畳の茶室である。「御幸の間」と「鷺の間」の障壁画は曽我二直菴の筆。
  - 茶室「丸窓席」 - 4畳半の茶室は北側に大きな丸窓を設けることから「丸窓席」と呼ばれる。後西天皇の行幸に合わせて片桐石州が作った。
  - 庭園「香藕園」（国指定史跡・名勝） - 築地塀で内庭と外庭に分かれ、内庭は當麻寺の東西両塔を借景とした池泉回遊式庭園。外庭は山の斜面に造園されている。後西天皇の行幸に合わせて片桐石州が改修したと伝える。竹林院群芳園、慈光院庭園と並んで大和三庭園のひとつに数えられている[31][30]。
  - 剃髪堂 - 中将姫が剃髪したお堂という[30]。
  - 中将姫誓いの石 - 中将姫の足跡が残っているとされる石。
  - 写佛道場 - 150枚もの壮麗な絵天井がある[30]。
  - 霊宝館 - 中将姫ゆかりの宝物などを収蔵する[30]。
  - ぼたん園
  - 稲荷社
  - 竜王社
  - 表門
- 西南院 - 高野山真言宗の子院。白鳳12年（683年）に當麻寺の裏鬼門を守護する子院として建立された。西塔の別当である。関西花の寺二十五霊場第21番、仏塔古寺十八尊第8番札所。牡丹と石楠花が多い。
  - 本堂
  - 庫裏
  - 庭園 - 江戸時代初期に作庭されたものだが、後に一音法印によって改修された。西塔を借景とする池泉回遊式庭園。
  - 表門
- 奥院 - 浄土宗の子院。応安3年（1370年）に知恩院12世の誓阿普観が知恩院の本尊であった法然上人像（重要文化財）を遷座し、本尊として創建したもので[32]、当初は往生院と称した。当院は知恩院の奥の院とされ、近世以降は「当麻奥院」と称された。宗教法人としての名称も「奥院」である。誓阿が知恩院から移したとされる円光大師（法然）像を本尊とし、知恩院所蔵の四十八巻伝の副本とされる『法然上人絵伝』48巻（重要文化財）を所蔵する。法然上人二十五霊場第9番、西山国師遺跡霊場第14番札所。
  - 本堂（重要文化財） - 御影堂とも呼ばれる。慶長9年（1604年）再建。
  - 阿弥陀堂 - 江戸時代に建立[33]。
  - 庫裏
  - 大方丈（重要文化財） - 慶長17年（1612年）建立。2018年（平成30年）秋には上村淳之筆による30枚60面からなる「花鳥浄土」の襖絵が奉納されている[34]。
  - 庭園「二河白道の庭」 - 作庭家中根金作の作。二上山で古代より産出される金剛砂を火の川、白砂を水の川に用いている珍しい庭園[35]。
  - 茶室「慈教庵」
  - 宝物館[36] - 當麻曼陀羅の写本の一つ「延宝本」が収蔵されている[37]。
  - 浄土庭園 - 宝池を中心としている池泉回遊式庭園。庭園にある巨石は太閤石という。かつて豊臣秀吉が大坂城を築城するにあたり西国から巨石を集めたが、この石はその産地の一つである豊後国の湯布院（現・由布市）から運ばれたもので、由布岳の溶岩が固まってできたものである[38]。
  - ぼたん園 - 奥院五十七代観誉察聞上人が、当院大方丈仏間の絵天井にぼたんの絵が画かれてあることから庭園に数多くのぼたんを植樹し、仏前に御供したのがぼたん園の始まりである[38]。
  - 鐘楼門（重要文化財） - 正保4年（1647年）建立。
  - 鐘楼
- 松室院 - 高野山真言宗子院。
  - 客殿（国登録有形文化財）
- 不動院 - 高野山真言宗子院。
- 竹之坊 - 高野山真言宗子院。
- 念仏院 - 浄土宗子院。
- 護念院 - 浄土宗子院。當麻寺練供養会式の菩薩面や装束の一切を管理している。庭園は牡丹と躑躅が多く、北庭の枯山水、西庭の池泉鑑賞式庭園、南庭の双塔園の3つがある。
- 来迎院 - 浄土宗子院。
- 極楽院 - 浄土宗子院。
- 千仏院 - 浄土宗子院。
- 宗胤院 - 浄土宗子院。
- 紫雲院 - 浄土宗子院。

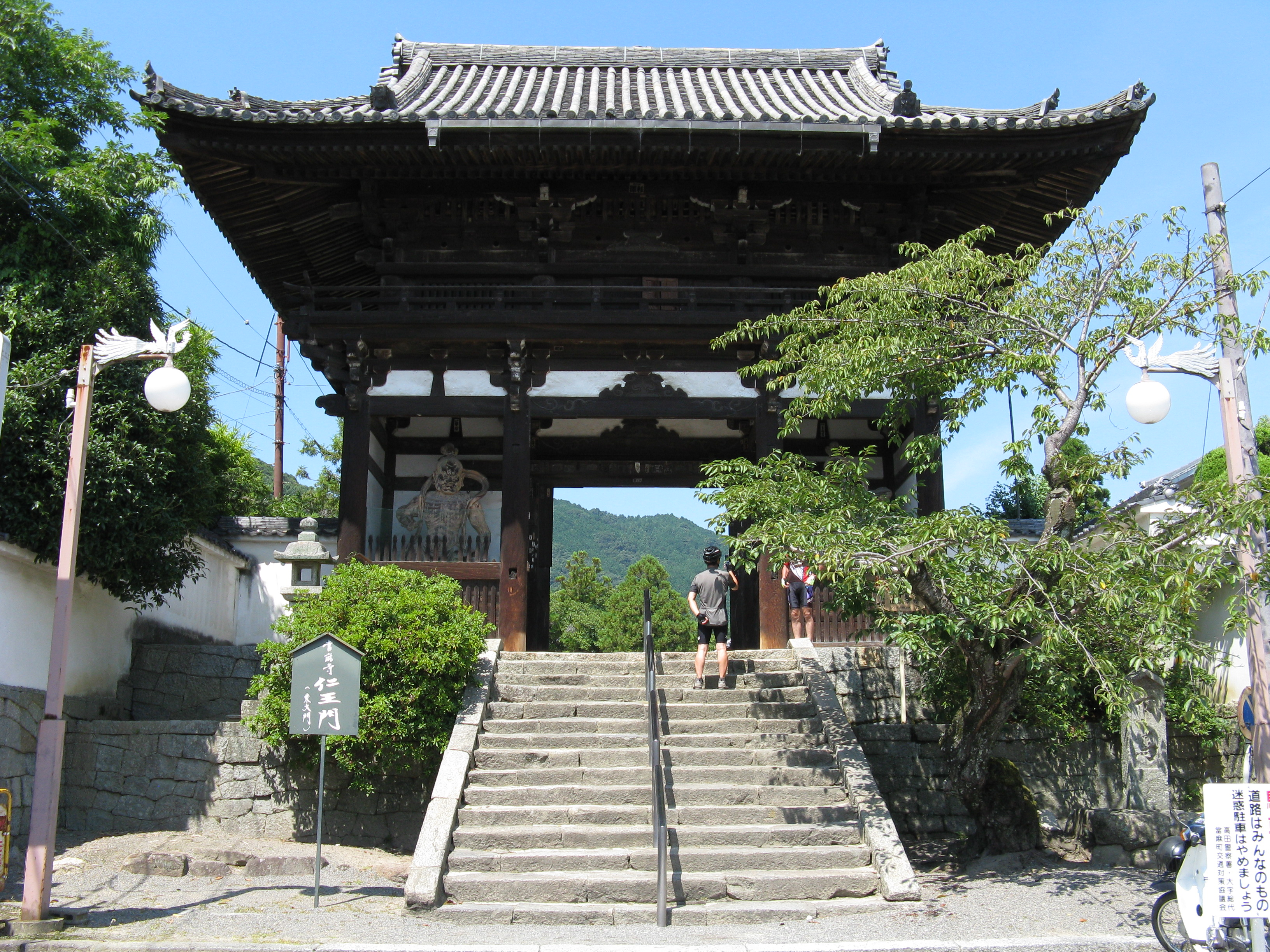
仁王門
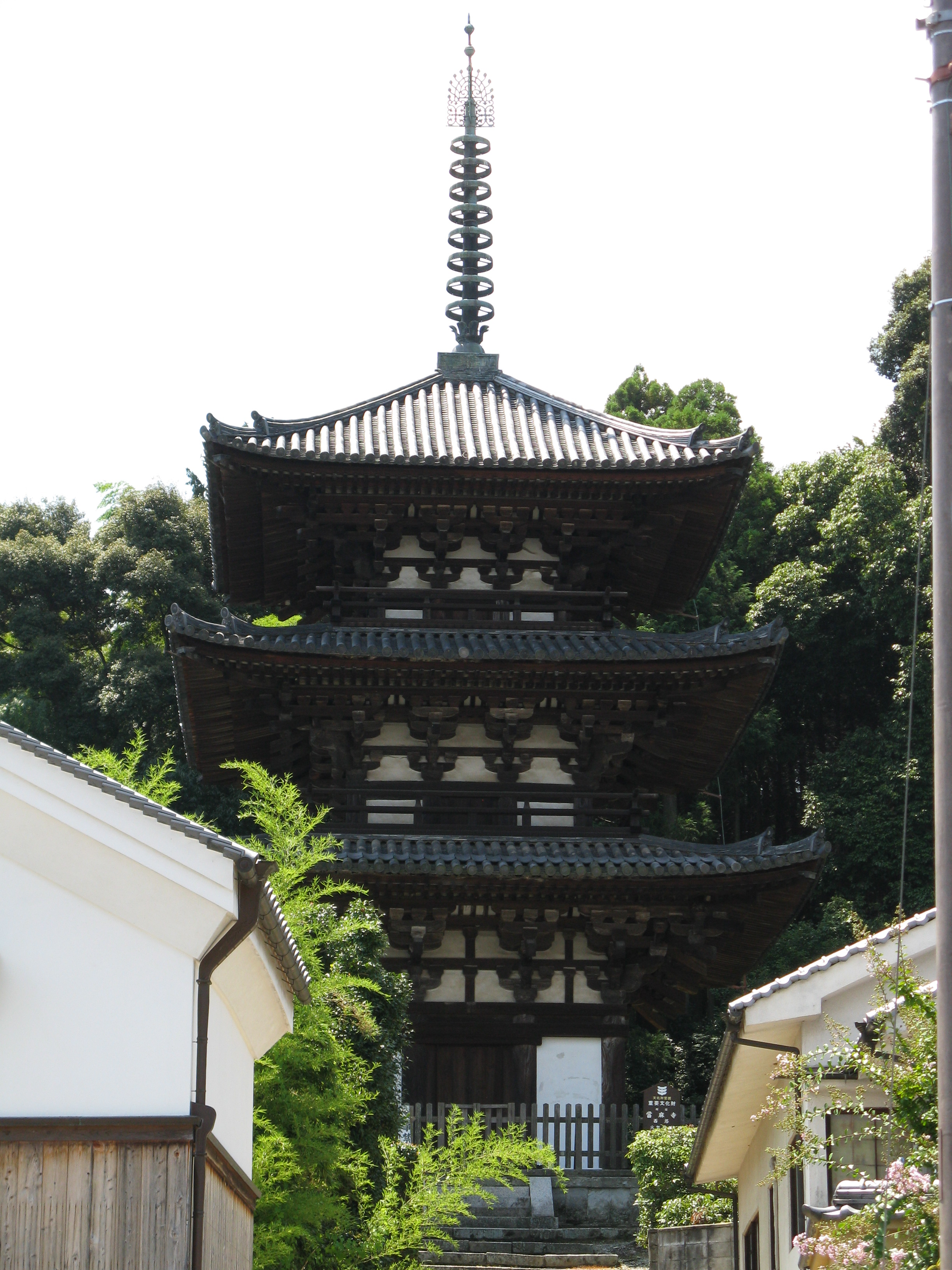
西塔（国宝）最上部の相輪は通常の九輪ではなく八輪である（東塔の相輪も同様）。
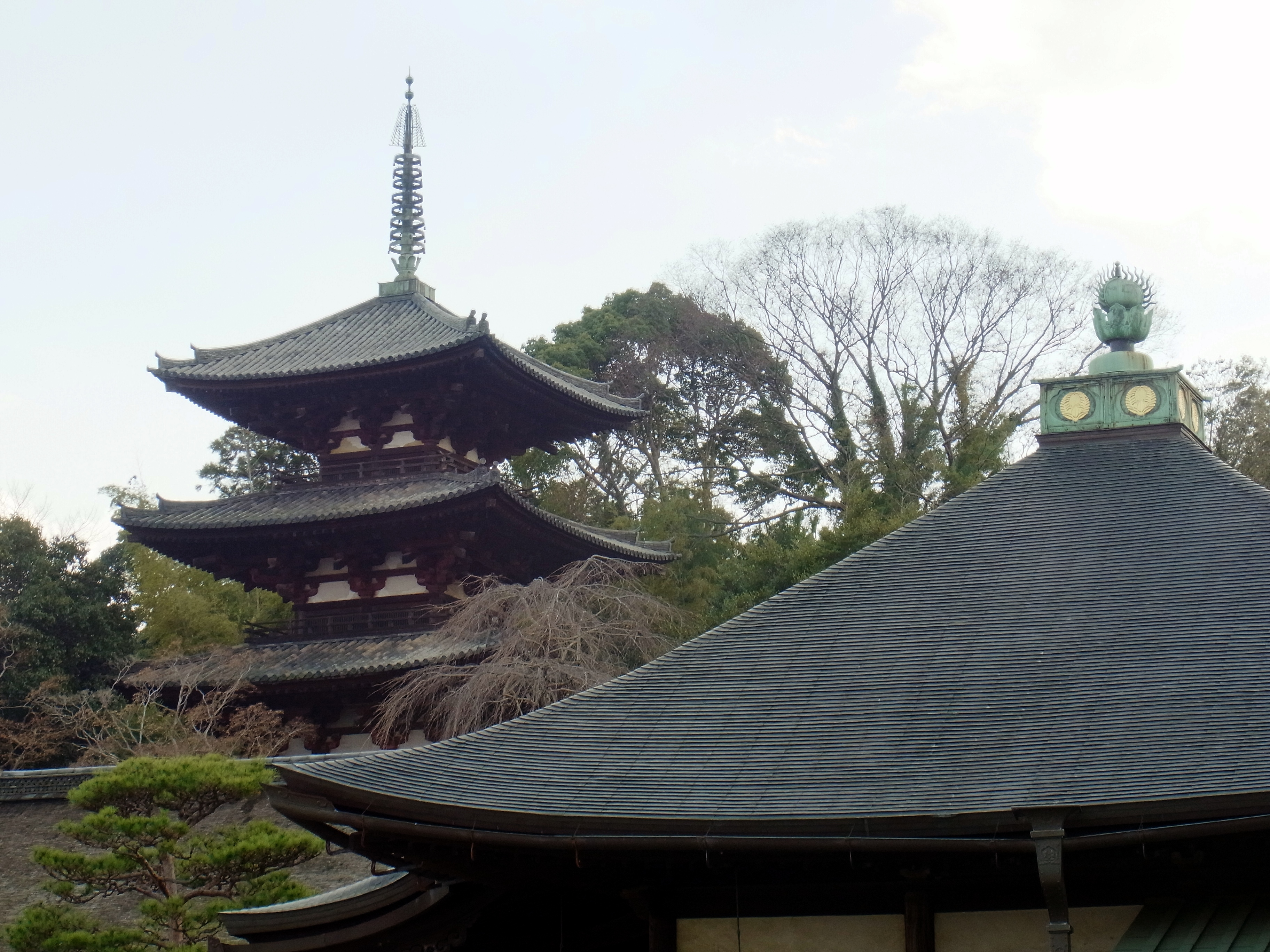
中之坊本堂（手前）と東塔（国宝）。東塔は西塔と異なり、二・三重目の柱間が二間になる。
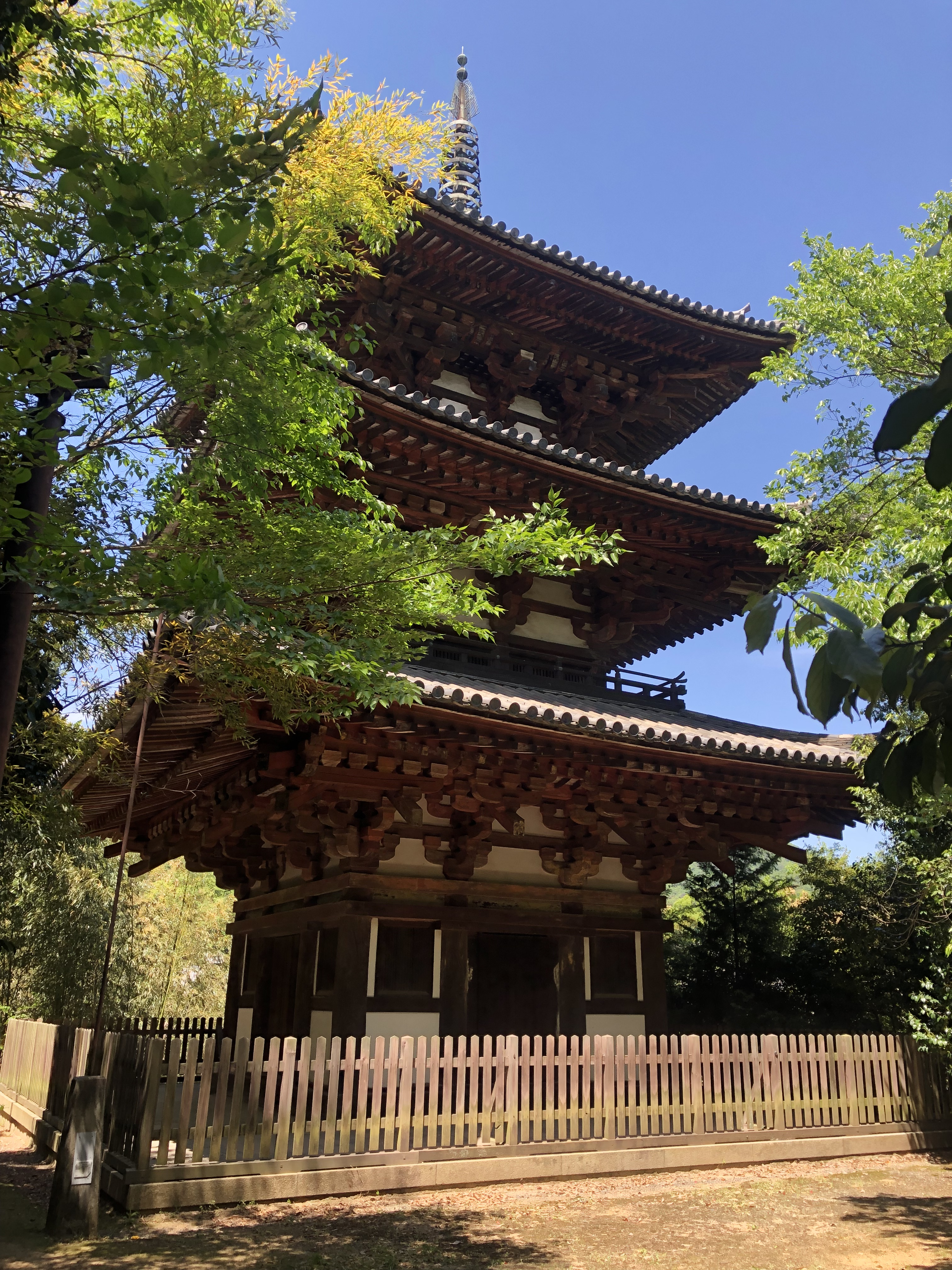
東塔（国宝）
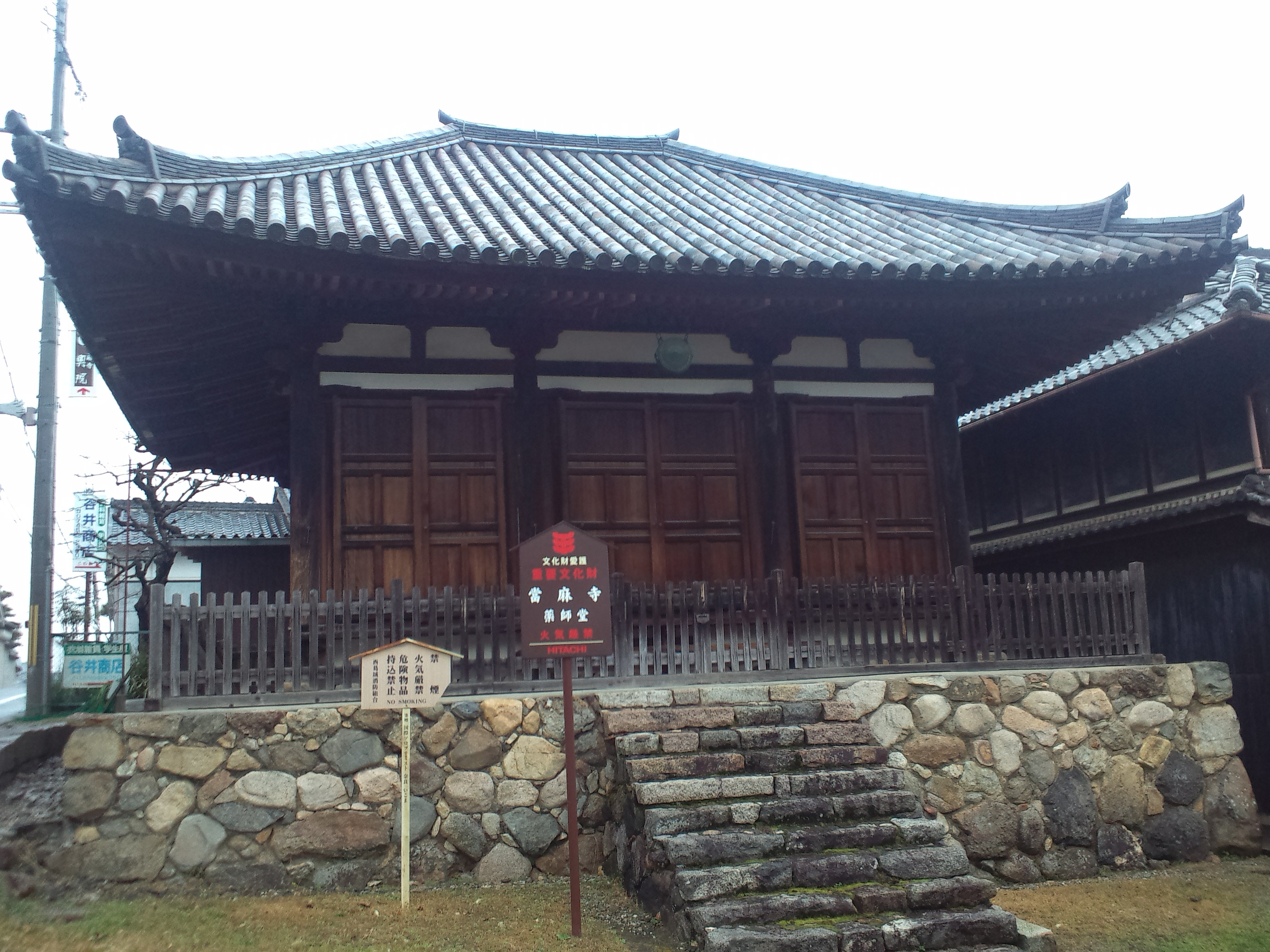
薬師堂（重要文化財）]]File:Taimadera Okunoin romon.jpg|奥院鐘楼門（重要文化財）
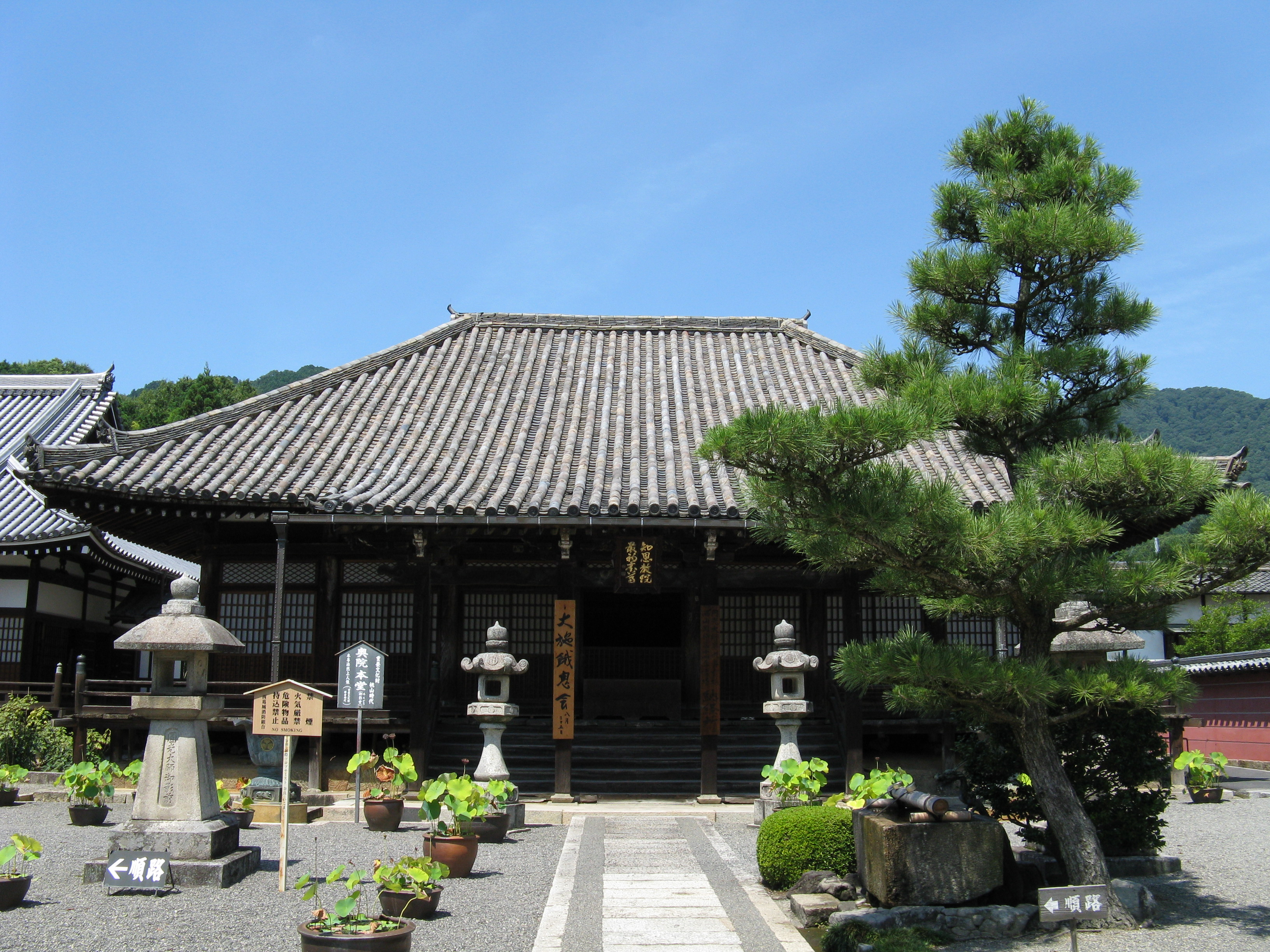
奥院本堂（重要文化財）
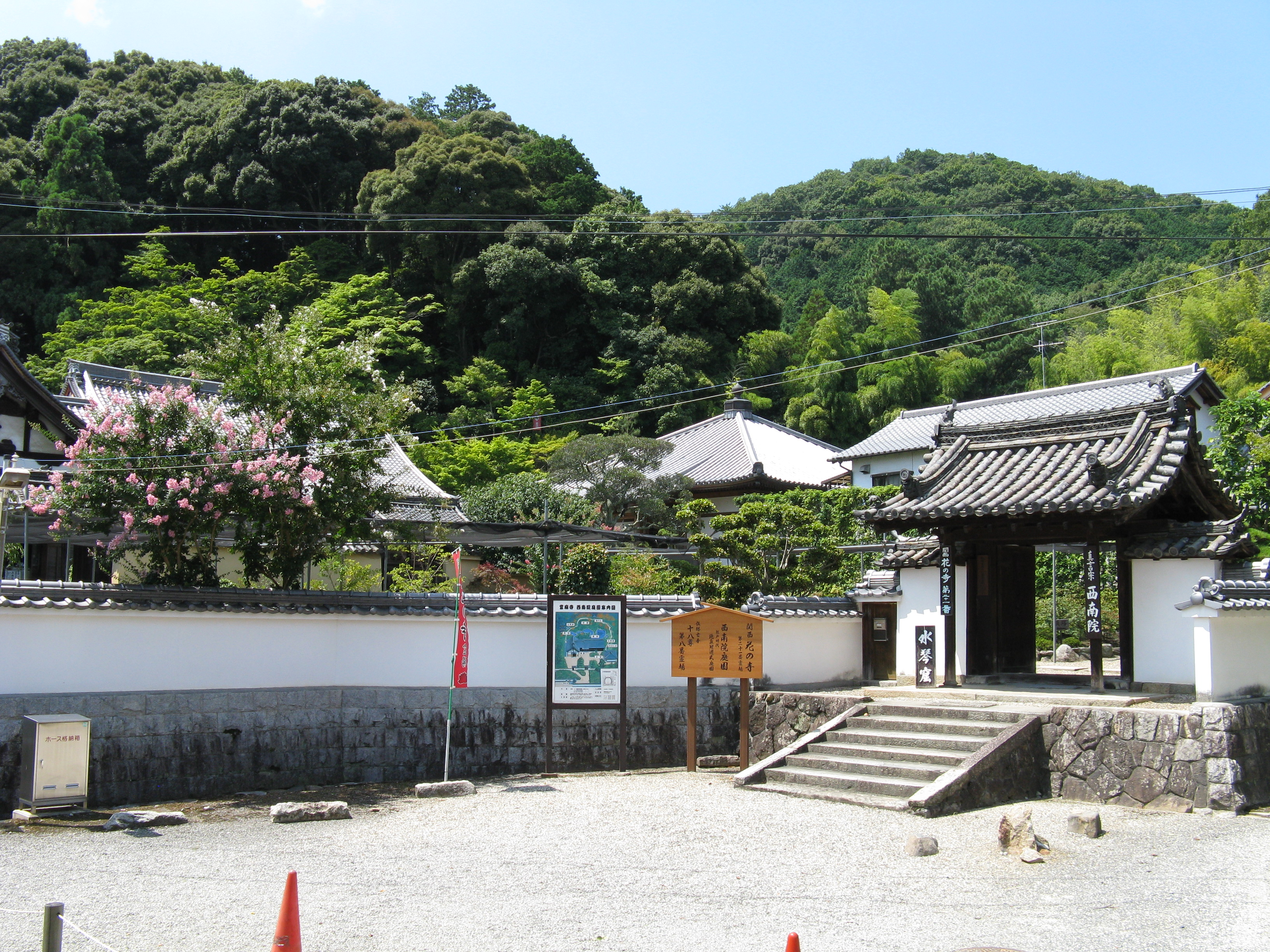
西南院

## 文化財

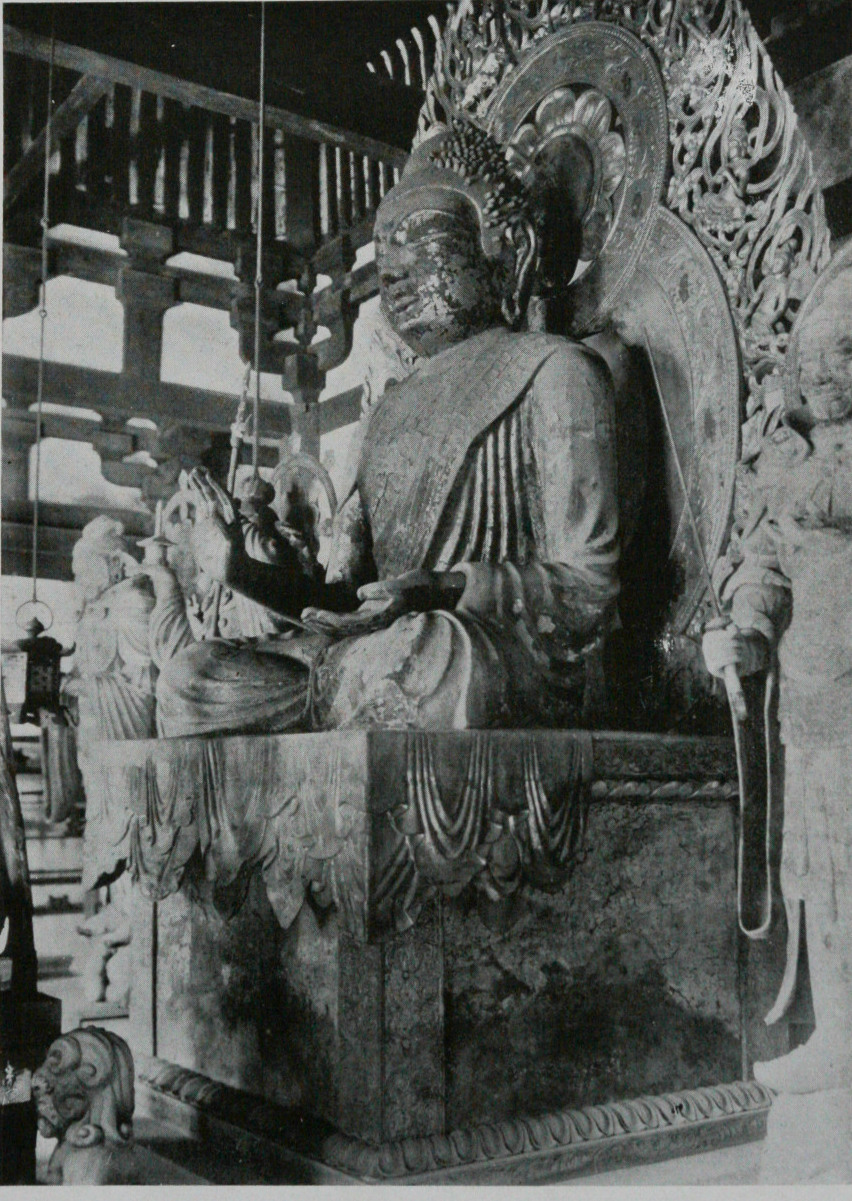
弥勒仏像

### 塑造弥勒仏坐像
国宝。金堂本尊。日本最古の塑像。像高219.7センチメートル。如来形の弥勒像で、様式から當麻寺創建時の7世紀末頃の作と推定され、仏壇上に残る痕跡から、元は両脇侍像をしたがえた三尊形式であったと推定される。像は箱型の裳懸座（宣字座）上に結跏趺坐し、台座の前面に裳裾を広げる。印相は如来像に通有の施無畏与願印（右手は掌を正面にして挙げ、左手は掌を上にして膝上に置く）だが、右腕の前腕部の半ばから先と左手首から先は木製の後補で、当初からこの印相であったかどうかは定かでない。また、金堂本尊の名称を弥勒とするのも、文献上は鎌倉時代の『建久御巡礼記』が初見で、当初から弥勒像として造像されたという確証はない。両膝部、胴部、頭部の3つのブロックを積み重ねたような造形は中国・隋代やその影響を受けた新羅の仏像彫刻、中でも新羅の軍威石窟三尊仏の中尊との様式的類似が指摘されている。球形を呈する頭部の造形には天武天皇14年（685年）完成の興福寺仏頭（旧山田寺講堂本尊）との類似も指摘されている。
本像は塑像（粘土製の彫像）であるが、表面には布貼りをし、錆漆を塗った上に金箔を張っている。金堂は治承4年（1181年）の兵火で被害を受けており、像表面の金箔は治承の兵火以降のものとみられる。像本体と台座は密着しており、本体、台座ともに内部構造の詳細は明らかでない。1959年（昭和34年）、台座の修理に伴って文化財保護委員会西川新次が調査を行っているが、その際の報告書によると、台座の内部構造は日乾煉瓦を積んだものであり、治承4年（1181年）の兵火によるものとみられる焼痕が台座内に残っているという。現状は台座の四隅に木製の隅柱があり、台座上下の框（かまち）、反花（かえりばな）なども木製のものが貼り付けられているが、これらは治承の兵火以後のもので、当初の台座表面はすべて塑土で仕上げていたとみられる。
像本体は、前述のように両手部分が木製の後補であるほか、左腕、両膝などの衣文に漆喰状のもので修理した部分があり、明治期の修理でも胸部などの損傷箇所に大幅な修理が行われている。螺髪は当初は塑造であったが、木製の後補のものに代わり、それも大部分脱落している。光背は平安時代後期か鎌倉時代初期頃の木製である。以上のように、本像は後世の補修部分が多いが、日本に現存する最古の塑像として貴重である。

### 乾漆四天王立像
重要文化財。金堂須弥壇の四隅を護る。持国天立像、増長天立像、広目天立像の3体は日本最古の乾漆像である。日本における四天王像の作例としては法隆寺金堂像に次いで2番目に古い。また、日本における乾漆造の作例としても最古に属する貴重な作品である。後世の四天王像が一般に激しい動きを表し、威嚇的ポーズを取るのに対し、當麻寺の四天王像は静かな表情で直立しており、その顔貌には異国風が感じられる。各像とも補修や後補部分が多く、多聞天像は全体が鎌倉時代後期頃の木造に代わっている。他の像も後補部分が多く、増長天像は下半身のすべてと両襟、両袖などが木造の後補であり、広目天像は頭部、両襟、両手の前腕部などに当初のものを残すほか、体部の大部分が木造の後補である。比較的当初の乾漆層を残すとされる持国天像も下半身や両袖などには大幅に修理の手が入っている。

### 当麻曼荼羅厨子
国宝。8世紀末から9世紀初頭の作。本堂（曼荼羅堂）内陣には高欄付の須弥壇を構え、その上に高さ501センチメートルの大型厨子を置く。厨子は仏像ではなく当麻曼荼羅を安置するためのものであるため、高さの割に奥行が浅く、平面形は扁平な六角形をなす。須弥壇は螺鈿や木目塗で仕上げられ、上框に寛元元年（1243年）の銘がある。また、厨子正面の扉は、仁治3年（1242年）の銘がある。このため、かつては厨子本体も鎌倉時代の作と考えられていた。しかし、本堂の解体修理に合わせ厨子の解体修理も行われ（1957年 - 1961年）、表面からは見えない天井板等の部材から金銀泥絵（きんぎんでいえ）や金平文（きんひょうもん）の装飾が発見され、その技法や意匠から、厨子本体は平安時代初期にさかのぼる作品であることが明らかになった。軒裏には金平文で含綬鳥（がんじゅちょう）、孔雀、天人、宝相華などを表した痕跡があり、柱、台輪、桁、支輪、天井板などには金銀泥絵で宝相華、飛雲、花喰鳥、山岳、蝶、日輪などの文様を表している。柱の根巻金具、台輪と桁の間にある木心乾漆製の獅子形（10箇）なども古様を示すものである。厨子正面の扉（左右各3枚ずつの折戸）は、仁治3年（1242年）に厨子の大修理を行った際に新調したもので、内面側は黒漆地に金蒔絵で蓮池を表し、その下には2,000名を超える結縁者の氏名がやはり蒔絵で表されている。なお、この扉は取り外されて奈良国立博物館に寄託されている。
前述のとおり、本品の製作年代は8世紀末から9世紀初頭とされているが、奈良国立博物館の内藤栄は、本厨子に見られる金銀泥絵の草花文や柱の地付部の金銅金具の線刻山形文を正倉院宝物の同種の文様と比較検討した結果、本厨子の製作年代は奈良時代後期の760年代と推定している。

### 梵鐘
国宝。無銘ながら、作風等から日本最古級と推定される梵鐘で、當麻寺創建当時の遺物と推定される。2か所にある撞座の蓮弁の枚数が一致しない（一方が10弁でもう一方が11弁）等、作風には梵鐘が形式化する以前の初期的要素がみられる。鐘楼の上層に懸けられており、間近で見学することはできない。

### 国宝
- 東塔
- 西塔
- 本堂（曼荼羅堂）
- 塑造弥勒仏坐像 - 解説は既述。
- 当麻曼荼羅厨子 - 解説は既述。

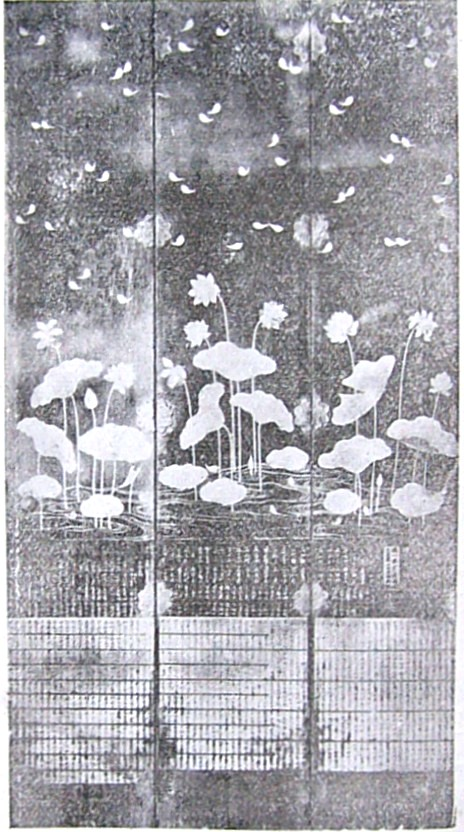
当麻曼荼羅厨子扉

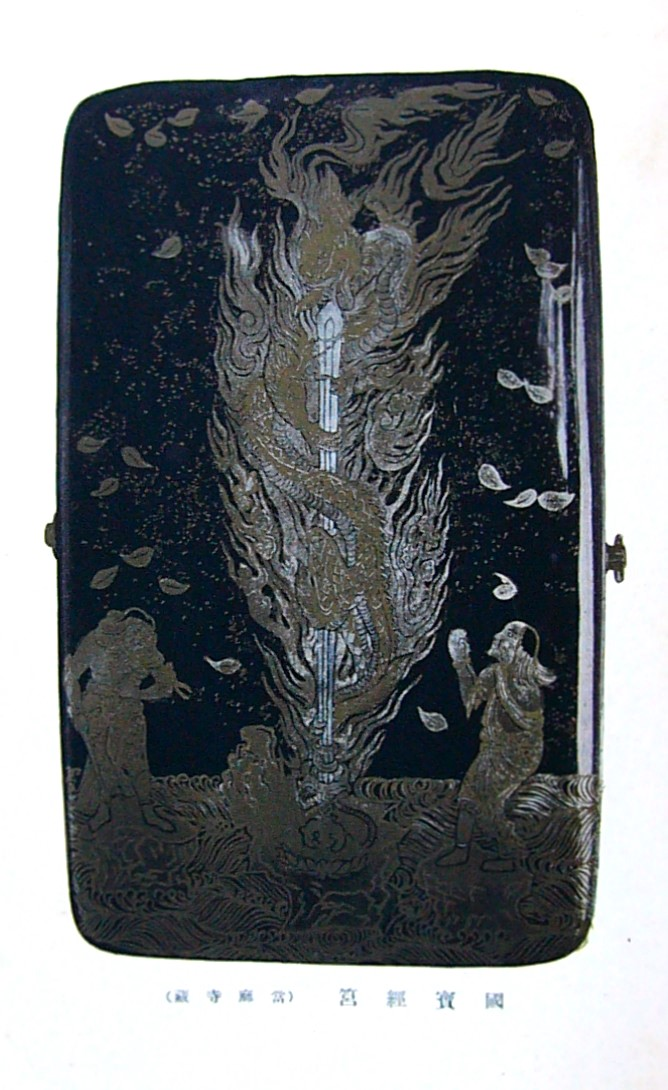
倶利伽羅竜蒔絵経箱

- 綴織当麻曼荼羅図 - 解説は既述。「当麻曼荼羅と中将姫伝説」の節で述べた「根本曼荼羅」である。
- 梵鐘 - 解説は既述。

（奥院所有）
- 倶利伽羅龍蒔絵経箱

### 重要文化財
- 金堂
- 講堂
- 薬師堂
- 絹本著色当麻曼荼羅縁起 2幅

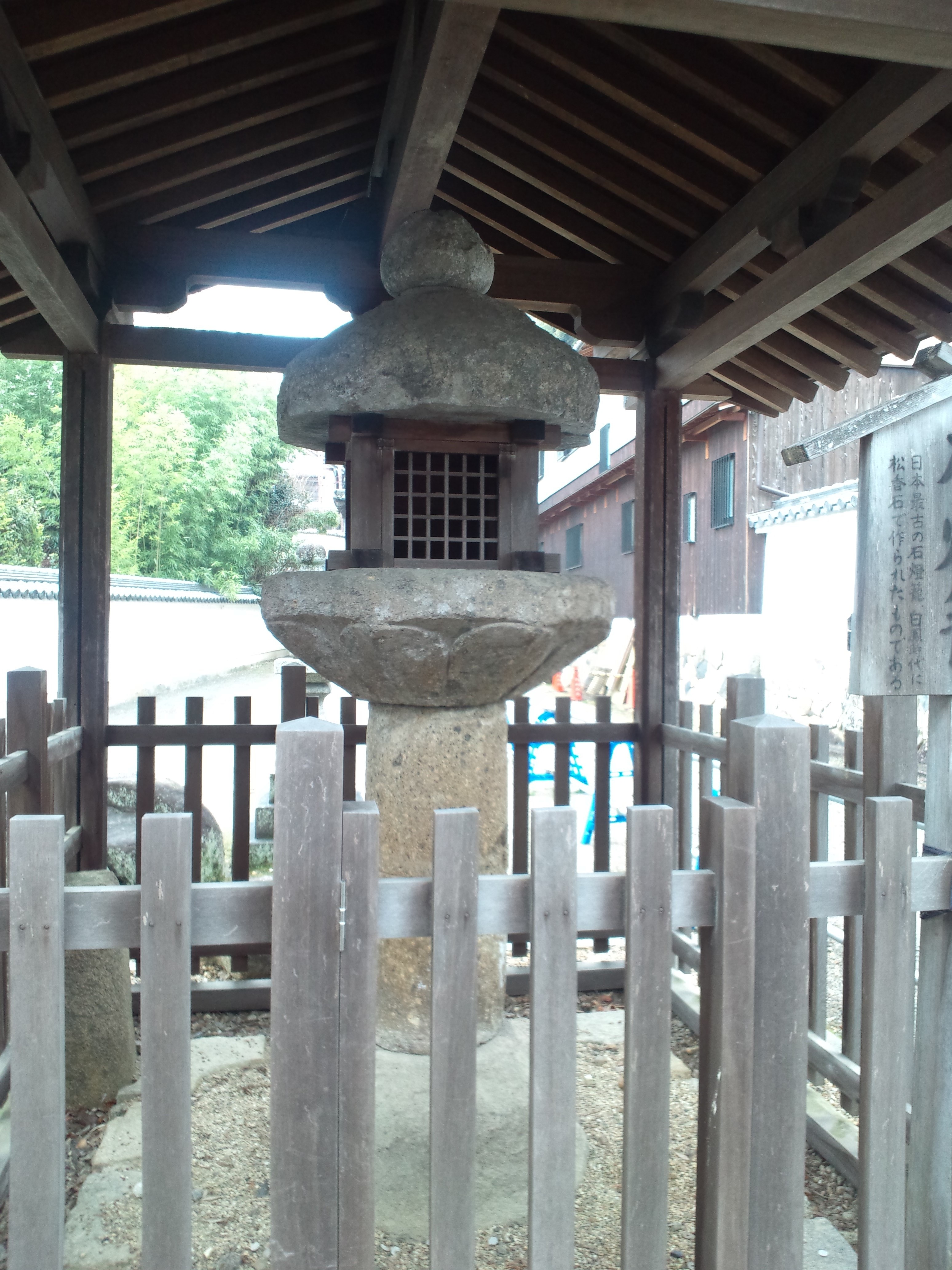
石燈籠

- 紙本著色当麻寺縁起 3巻 絵土佐光茂筆、詞後奈良天皇等九筆
- 絹本著色当麻曼荼羅図（伝慶舜筆、文亀本）（1897年指定） - 現在の本尊。
- 絹本著色当麻曼荼羅図（貞享本）（2014年指定）[45]
- 板絵著色諸尊曼荼羅図 2面（附：板絵断片3面）
- 乾漆四天王立像（所在金堂） - 解説は既述。
- 木造阿弥陀如来坐像（講堂本尊）
- 木造阿弥陀如来坐像（所在講堂）
- 木造地蔵菩薩立像（所在講堂）
- 木造妙幢菩薩立像（所在講堂）
- 木造阿弥陀如来坐像（紅玻璃（ぐはり）阿弥陀） - 奈良国立博物館寄託。
- 木造吉祥天立像
- 木造十一面観音立像（1909年指定） - 東京国立博物館寄託。
- 木造十一面観音立像（2014年指定）（本堂安置、通称：織姫観音）[46]
- 木造光背 40面（附：木造光背残欠15面66片）
- 石燈籠
- 螺鈿玳瑁唐草合子（念珠入）

（中之坊所有）
- 中之坊書院

（奥院所有）
- 本堂
- 方丈
- 鐘楼門
- 紙本著色十界図 六曲屏風
- 紙本著色法然上人行状絵巻 48巻
- 押出銅造三尊仏像
- 木造円光大師坐像
- 選択本願念仏集 - 元久元年（1204年）書写奥書。

（西南院所有）
- 木造十一面観音立像
- 木造聖観音立像
- 木造千手観音立像

典拠：2000年までの指定物件については『国宝・重要文化財大全 別巻』（所有者別総合目録・名称総索引・統計資料）（毎日新聞社、2000）による。

### 国指定史跡・名勝
（所有中之坊）
- 中之坊庭園 - 江戸時代初期作庭、1934年5月1日指定 - 2011年（平成23年）6月28日に、中之坊庭園にあったカエデの木が倒壊し、周辺の築地塀の瓦や唐戸門などが損壊した。カエデは老木で、樹勢が衰えていたため、倒壊した模様である[47]。

### 国指定無形民俗文化財
- 当麻寺二十五菩薩来迎会（當麻寺練供養） - 當麻寺菩薩講。

### 国登録有形文化財
（所有松室院）
- 松室院客殿

（所有中之坊）
- 中之坊稲荷社

### 奈良県指定有形文化財
- 當麻寺仁王門（建造物） - 1999年（平成11年）3月19日指定[48]。
- 木造阿弥陀如来立像（彫刻） - 鎌倉時代の作。1998年（平成10年）3月20日指定[48]。
- 銅版押出仏断片 2軀（彫刻） - 奈良時代の作。1960年（昭和35年）7月28日指定[48]。
- 木造来迎会所用面 28面（彫刻） - 内訳は以下。鎌倉時代から江戸時代頃の作。2017年（平成29年）2月14日指定[49][50]。
  - 菩薩面 24面
  - 僧形面 2面
  - 天童面 2面

（西南院・中之坊・不動院・松室院・竹之坊所有）
- 當麻寺大師堂（建造物） - 2003年（平成15年）3月31日指定[48]。

（中之坊所有）
- 絹本著色中将姫像（絵画） - 鎌倉時代の作。2011年（平成23年）3月30日指定[48]。

（奥院所有）
- 絹本著色當麻曼荼羅図（絵画） - 江戸時代、延宝2年（1674年）の作。1974年（昭和49年）7月1日指定[48]。

（護念院所有）
- 梵鐘（工芸品） - 南北朝時代、文和3年（1354年）の作。1997年（平成9年）3月21日指定[48]。

（念仏院所有）
- 刺繍善導大師像（工芸品） - 南北朝時代から室町時代頃の作。2006年（平成18年）3月31日指定[48]。

### 奈良県指定有形民俗文化財
- 當麻寺本堂（曼荼羅堂）信仰資料 一括 - 1973年（昭和48年）3月15日指定[48]。

### 葛城市指定有形文化財
- 木造金剛力士立像 二躯
  - このうち阿形像の頭部内側には約30年前からニホンミツバチが巣を作っていた。像の劣化もあり頭部を分離しミツバチを保護した上で像の修復を行う[51][52][53]。

## 前後の札所
新西国三十三箇所
10 橘寺　-　11 當麻寺　-　12 東光院
関西花の寺二十五霊場
20 石光寺　-　21 當麻寺西南院　-　22 船宿寺
仏塔古寺十八尊
7 神護寺　-　8 當麻寺西南院　-　9 久米寺
大和十三仏霊場
5 矢田寺　-　6 當麻寺中之坊　-　7 新薬師寺
大和七福八宝めぐり（中之坊・布袋尊）
法然上人二十五霊場
8 報恩講寺　-　9 當麻寺奥院　-　10 法然寺
西山国師遺跡霊場
13 光明寺　-　14 當麻寺奥院　-　15 叡福寺
神仏霊場巡拝の道
31 廣瀬大社　-　32 當麻寺　-　33 橿原神宮

## 所在地
- 奈良県葛城市當麻1263

## アクセス
- 近鉄南大阪線 二上神社口駅・当麻寺駅よりぐるっとかつらぎ号（ミニバス・けはや号・当麻ルート）に乗車し、当麻寺バス停下車。

## 現在
奈良・平安時代よりもさらに古い時代の白鳳・天平様式の大伽藍や、金堂の弥勒仏や四天王、梵鐘などの白鳳美術を現在に伝え続けている。また當麻寺中之坊では、「導き観音さま」の前で仏前結婚式を行うことができる。